# تنشو: تايم أوف ذا أساسنز
تنشو: تايم أوف ذا أساسنز (بالإنجليزية: Tenchu: Time of the Assassins)‏ (باليابانية: 天誅 忍大全) ، هي لعبة فيديو من نوع أكشن وتسلل، أنتجها شركة كاي 2 إل إل سي اليابانية، ونشرها شركتي فروم سوفت وير باليابان، وشركة سيجا في أوروبا، في حين فشلت سيجا في إصدار اللعبة في السوق الأمريكي.

## وصلة خارجية
- تنشو: تايم أوف ذا أساسنز على موبي غيمز